# Simfonia núm. 7 (Pettersson)
La Simfonia núm. 7 va ser composta per Allan Pettersson entre 1966 i 1967 i es va estrenar el 13 d'abril de 1968 a la Sala de Concerts d'Estocolm, interpretada per l'Orquestra Filharmònica d'Estocolm dirigida per Antal Doráti.
Com la majoria de les simfonies del compositor que la van precedir, la Setena és un corrent continu de música amb diversos tempi però sense cap partició de l'únic moviment.
L'enregistrament d'aquesta obra per part de la Ràdio Sueca el setembre de 1969 amb l'Orquestra Filharmònica d'Estocolm dirigida per Doráti es va convertir en un gran èxit, i va merèixer un Premi Grammis el 1970; Pettersson, per la seva part, va ser nomenat membre honorari d'Orquestra Filharmònica d'Estocolm. Aquesta mateixa orquestra, dirigida novament per Doráti, la va tocar a la República Democràtica Alemanya.
Birgit Cullberg va utilitzar música d'aquesta simfonia en el seu ballet Rapport (1976), estrenat a l'Òpera Reial d'Estocolm.

## Discografia
- Orquestra Filharmònica d'Estocolm; director: Antal Doráti (1969, Swedish Society SCD 1002)
- Orquestra Filharmònica Estatal d'Hamburg; director: Gerd Albrecht (1991, cpo 999 190-2)
- Orquestra Simfònica de la Ràdio Sueca; director: Sergiu Comissiona (1991, Caprice CAP 21411)
- Orquestra Simfònica de Norrköping; director: Leif Segerstam (1992, BIS-CD-580)